# 沃雄维利耶
沃雄维利耶（法語：Vauchonvilliers，法語發音：[voʃɔ̃vilje]）是法国奥布省的一个市镇，位于该省东部，属于奥布河畔巴尔区。

## 地理
沃雄维利耶（48°15'56"N, 4°31'34"E）面积11.62 平方千米，位于法国大東部大區奥布省，该省份为法国中北部省份，北起马恩省，西接塞纳-马恩省，西南至约讷省，东南至科多尔省，东临上马恩省。
与沃雄维利耶接壤的市镇（或旧市镇、城区）包括：阿芒斯、阿尔冈松、热桑、马尼富沙尔、迈松德尚、巴尔斯河畔旺德夫尔。
沃雄维利耶的时区为UTC+01:00、UTC+02:00（夏令时）。

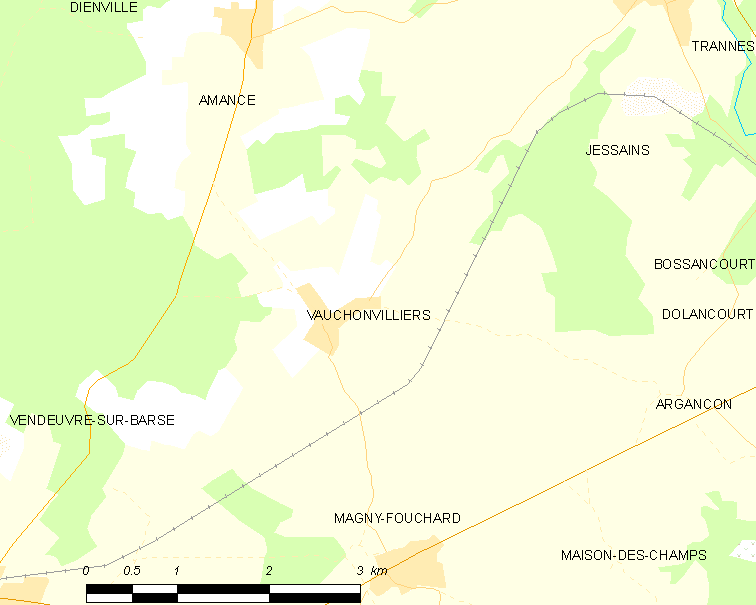
沃雄维利耶的OSM定位图

## 行政
沃雄维利耶的邮政编码为10140，INSEE市镇编码为10397。

## 政治
沃雄维利耶所属的省级选区为巴尔斯河畔旺德夫尔县。

## 交通
奥布省省道D112线、D183线和D191线在市中心交汇。

## 人口

1962-2008年间沃雄维利耶人口变化图示

沃雄维利耶于2022年1月1日时的人口数量为172人。